# Copris freyi
Copris freyi là một loài bọ cánh cứng trong họ Bọ hung (Scarabaeidae).